# Живая история (книга)
Живая история – мемуары Хиллари Родэм Клинтон, написанные ею в 2003 году, на посту сенатора от штата Нью-Йорк.    

## История создания
В декабре 2000 года издательство Simon & Schuster выплатило Клинтон 8 миллионов долларов в качестве аванса за книгу «Живая история» — это почти рекордная сумма аванса автору в то время. Критики заявили, что, книга, вышедшая уже после избрания Клинтон сенатором, но до того, как она официально заняла пост, не соответствует этическим стандартам, принятым среди членов Сената США.Однако в феврале 2001 года Комитет по этике Сената одобрил публикацию книги.
По некоторым сведениям, для написания книги Клинтон использовала труд трех «литературных негров»: журналиста Марьянн Воллерс, спичрайтера Элисон Маскатайн и исследователя Руби Шамир. По словам Маскатайн, все трое встречались в доме Клинтон рано утром, до того как она отправлялась в Капитолий, целый день работали над книгой, и снова встречались уже ночью, чтобы отдать работу Клинтон, которая редактировала ее до трёх часов ночи. Выражая в книге благодарности, Клинтон пишет: «Эта книга не появилась бы без моей замечательной команды… Одной из самых удачных моих идей было попросить Лизу Маскатайн, Марайанн Воллерс и Руби Шамир посвятить два года своей жизни работе со мной. Лиза внесла огромный вклад во многие мои выступления на посту Первой Леди и эту книгу… Марьянн обладает удивительным даром облекать мысли в слова… Руби проделала огромную работу собирая, систематизируя и анализируя то, что было обо мне написано». Однако имена женщин не были указаны на обложке в качестве соавторов. Такое нередко случается с автобиографиями политических деятелей, хотя в то же время вышли другие книги, авторы которых указывали помощников в качестве соавторов. Например, сенатор Джон Эдвардс указал в качестве соавтора своих мемуаров "Four Trials" писателя Джона Ошарда, а сенатор Джон Маккейн указал административного помощника Марка Солтера соавтором своих книг "Faith of My Fathers", "Worth the Fighting For", "Why Courage Matters", and "Character Is Destiny".

## Критика и реакция общественности
Книга получила неоднозначные отзывы: главы, описывающие детство и юношество были приняты весьма благосклонно, в то время как чрезмерно затянутое описание рутины Первой Леди сочли скучным, а не совсем откровенный рассказ о спорных эпизодах (в том числе о скандале с Левински) был полностью раскритикован.
Позже исследователи отмечали разницу между описанием Клинтон своего детства и тем, как ее отца, Хью Родэма, описал Карл Бернстин в своей книге 2007 года, «A Woman in Charge». Бернстин писал: "Мало кто знает, что Клинтон постигала истины о себе самой и о событиях, происходивших в ее жизни, которые никто больше не разделял. «Живая История» хорошо это иллюстрирует.
В первый месяц после публикации было продано больше миллиона экземпляров; за первую неделю был установлен новый рекорд продаж среди документальной литературы. Успех книги стал неожиданностью издателей, которые были уверены, что Simon & Schuster заплатили слишком много. Удивились и скептики, которые были уверены, что продажи будут невысокими. Например, Такер Карлсон с телеканала CNN заявил: «Если продадут миллион экземпляров этой книги, я съем свои ботинки и галстук» (после того, как было продано более миллиона экземпляров, Клинтон на шоу Карлсона преподнесла ему шоколадный торт в виде ботинка).
Значительной частью успеха книга обязана активному продвижению со стороны автора, в том числе, автограф-сессиям, на которых было подписано около 20 000 книг (после чего к руке пришлось приложить лед и забинтовать). К 2007 году она заработала на книге более 10 миллионов долларов.

## Аудиоверсия
Аудиоверсия книги, записанная самой Клинтон, в 2013 году удостоилась номинации Грэмми в категории Лучший разговорный альбом.

## Бумажное издание
Бумажная версия книги вышла в апреле 2004 года, с коротким послесловием автора, в котором она описывает свое участие в автограф-сессиях.